# Valentin Iliev
Valentin Iliev Ivanov (Bulgaars: Валентин Илиев Иванов) (Vratsa, 11 augustus 1980) is een Bulgaars betaald voetballer die bij voorkeur als verdediger speelt. Hij verruilde in 2010 Terek Grozny voor Universitatea Craiova. In 2005 debuteerde hij in het Bulgaars voetbalelftal.
Hij is de zoon van voormalige voetballer Iliya Valov.